# Belalcázar
Belalcázar é um município da Espanha na província de Córdova, comunidade autónoma da Andaluzia. Tem 355,99 km² de área e em 2021 tinha 3 207 habitantes (densidade: 9 hab./km²).

## Demografia
| Variação demográfica do município entre 1991 e 2004 | Variação demográfica do município entre 1991 e 2004 | Variação demográfica do município entre 1991 e 2004 | Variação demográfica do município entre 1991 e 2004 |
| --------------------------------------------------- | --------------------------------------------------- | --------------------------------------------------- | --------------------------------------------------- |
| 1991                                                | 1996                                                | 2001                                                | 2004                                                |
| 4143                                                | 3943                                                | 3680                                                | 3602                                                |

## Património
- Castelo de Belalcázar, construído em estilo gótico e inclui uma espectacular torre de menagem